# Cele mai bune momente cu Stan și Bran
Cele mai bune momente cu Stan și Bran (în engleză The Best of Laurel and Hardy) este un film antologie din 1968, realizat de James L. Wolcott în cinstea celor mai cunoscuți doi comici ai lumii, Stan și Bran.

## Rezumat
Filmul conține o serie de secvențe (11 în total) din filmele realizate de Stan și Bran în perioada de apogeu a succesului lor.

## Lista momentelor comice
Notă: Filmele și scurtmetrajele sunt enumerate în ordinea producției.
- Night Owls (1930)
- Below Zero (1930)
- Be Big! (1931)
- Laughing Gravy (1931)
- One Good Turn (1931)
- Pardon Us (1931)
- Our Wife (1931)
- County Hospital (1932)
- Their First Mistake (1932)
- The Live Ghost (1934)
- Our Relations (1936)